# Karl Stohler
Karl Stohler (* 21. September 1877 in Birsfelden; † 7. Januar 1932 ebenda) war ein Schweizer Politiker (FDP).

## Leben
Karl Stohler, Sohn eines Försters, war als Bau- und Möbelschreiner und ab 1901 auch als Gastwirt in Birsfelden tätig. Ab 1906 arbeitete er für die Basler Versicherungsgesellschaft, ab 1913 als Inspektor. Von 1921 bis 1932 leitete er die Generalagentur der Versicherung für die beiden Halbkantone Basel-Stadt und Basel-Landschaft.
Daneben war Stohler politisch tätig: Von 1914 bis 1920 vertrat er die Freisinnigen im Landrat des Kantons Baselland sowie von 1919 bis 1928 und von 1931 bis 1932 im Nationalrat.